# Mesochorus laricis
Mesochorus laricis är en stekelart som beskrevs av Hartig 1838. Mesochorus laricis ingår i släktet Mesochorus och familjen brokparasitsteklar. Inga underarter finns listade i Catalogue of Life.